# José Tomás Boves
José Tomás Millán de Boves y de la Iglesia (Oviedo, 18 de septiembre de 1782-Urica, 5 de diciembre de 1814), también conocido como el León de los Llanos, el Urogallo, la Bestia a caballo o simplemente Taita, fue un jefe realista en la guerra de independencia venezolana,  autonombrado comandante general del Ejército Real de Barlovento (también llamada la Legión Infernal) y caudillo de los llaneros en el transcurso de la guerra de Independencia de Venezuela durante la Segunda República (1813-1814).
A lo largo de su breve pero notoria carrera militar, Boves se transformó en un auténtico caudillo popular. Valiéndose de los resentimientos sociales de las clases más bajas contra los abusos y explotación de que eran objeto por la aristocracia criolla, desencadenó una feroz ofensiva contra los ejércitos independentistas y se convirtió en un auténtico peligro para la causa republicana de las élites venezolanas.
El liderazgo y el accionar de Boves constituyeron una causa fundamental para la caída de la Segunda República. Sin embargo, nunca llegó a gobernar el país ya que perdió la vida al mando de los realistas en la decisiva batalla de Urica.

## Biografía

### Inicios
Nacido en la calle del Postigo de Oviedo (Asturias), hijo de Manuel Boves y Manuela de la Iglesia. Su padre falleció cuando tenía apenas cinco años por lo que tanto su madre como sus dos hermanas (María y Josefa) tuvieron que trabajar de criadas. Cursó estudios de Náutica y Pilotaje en el recién inaugurado Real Instituto Asturiano de Náutica y Mineralogía entre 1794 y 1798, de donde pasó a prestar servicio en la Real Armada Española y en buques mercantes o de correos. Involucrado en el contrabando por la necesidad de ayudar a mantener a su familia en España, fue juzgado y sentenciado a 8 años de prisión y deportado al castillo de Puerto Cabello en la entonces Capitanía General de Venezuela. Gracias a que Lorenzo Joves, amigo de su padre, le consiguió los servicios del abogado criollo venezolano Juan Germán Roscio, futuro primer vicepresidente de la Gran Colombia, vio conmutada su pena de prisión por la de destierro a la Villa de Calabozo.
Cesáreo Fernández Duro (1830-1908) afirma que su verdadero nombre era José Tomás Rodríguez, que había nacido en Gijón y que mandó un buque corsario. No obstante, en su expediente militar no hay constancia de su servicio en ningún buque corsario. De hecho, España no organizó apenas este tipo de fuerzas en aquella época.
Después de su sentencia se asentó en la región de los Llanos donde abrió una pulpería, actividad considerada infame por los mantuanos de Caracas; ampliando luego sus actividades comerciales con tráfico de ganado cimarrón o salvaje. Rechazado por la aristocracia criolla Boves prefería pasar su tiempo con el pueblo llanero formado por negros, mulatos, mestizos e indios a los que trataba como iguales y por lo que ellos empezaron a llamarle Taita (papá). Allí contrajo nupcias con la mulata María Trinidad Bolívar con la que tuvo un hijo (José Trinidad Bolívar).
En cuanto a su semblanza física, Boves es frecuentemente descrito como grueso de cuerpo, cabeza grande de frente alta y chata, barba rojiza, rubio y «hundidos ojos azules de los que emanaba una clara mirada con fulgores primitivos».

### Primera República
Al estallar la guerra de Independencia de Venezuela en 1810, Boves intenta unirse a la causa independentista apoyándola económicamente con su patrimonio. A pesar de su experiencia militar y de su habilidad como jinete, su solicitud de un mando militar fue rechazada por los criollos de Caracas debido al desprecio a su condición social. Inesperadamente, fue acusado de traidor y sentenciado a muerte en San Carlos (Venezuela), posiblemente por enemigos personales. Su pulpería fue saqueada y quemada y su mujer asesinada delante de su hijo. Finalmente, fue liberado en Calabozo (Venezuela) por los jefes militares realistas Eusebio Antoñanzas y Antonio Zuazola cuando estos tomaron la ciudad el 20 de mayo de 1812. A continuación, se unió a la columna de vanguardia del ejército de Domingo de Monteverde (1773-1832) bajo el mando de Antoñanzas.
Participó en la sangrienta toma y saqueo de San Juan de los Morros el 23 de mayo, destacando por su valor. Gracias a esto, fue nombrado comandante del Cuerpo de Urbano de Calabozo, unidad de milicianos a caballo. Poco después, el 29 de julio Monteverde entraba en la capital venezolana y la Primera República quedaba liquidada.

### Segunda República

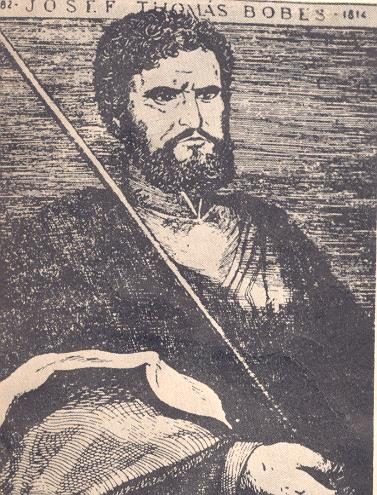
Retrato imaginario de José Tomás Bobes del dibujante español Joaquín de Alba, de seudónimo Kin, y que ha pasado a ser tópico. Publicado en la revista “Norte”, de México, en 1952.

En Cartagena de Indias se reunían numerosos oficiales venezolanos exiliados. Ahí empezaron a fraguar un plan con el que recuperar Venezuela, rápidamente reunieron un ejército gracias al apoyo de las Provincias Unidas de Nueva Granada e iniciaron una impresionante ofensiva militar encabezada por Simón Bolívar (1783-1830), la famosa Campaña Admirable.
Entre tanto, la unidad de Boves se unía al ejército de Juan Manuel de Cajigal y Martínez (1757-1823), segundo de Monteverde, que marchaba al oriente dónde otro grupo de exiliados había desembarcado el 13 de enero de 1813 en Güiria bajo el mando de Santiago Mariño (1788-1854), Manuel Piar (1774-1817) y José Francisco Bermúdez (1782-1831), todos procedentes de la Trinidad, donde habían contado con apoyo británico. Establecieron su base de operaciones en Barcelona, ciudad a la que Cajigal puso bajo asedio e intentó tomar por asalto el 20 de marzo, 11 de abril y 25 de mayo, fracasando en las tres ocasiones. Por este motivo la ciudad fue llamada por Bolívar Tumba de los Tiranos.
Tras el tercer y último fracaso, Cajigal abandonó la idea de tomar Maturín y decidió apoyar a Monteverde, quien se mostraba incapaz de contener el avance triunfante de Bolívar por el occidente. Ordenó a Boves ir con su unidad de setecientos jinetes a los Llanos y reclutar a todos los locales que pudiera en nombre del rey. Pronto Boves utilizó un discurso muy demagógico contra las élites clasistas y racistas bajo el lema ¡Guerra a los blancos explotadores del pardo y del indio! ¡Las tierras de los blancos para los pardos!, unidas a promesas de botín, revancha y ascenso social llevaron a que en octubre, apenas dos meses después del inicio de su guerrilla, tuviera bajo su mando más de 2000 hombres, y para diciembre alcanzaran los 3.000, momento en que envió a su segundo, Francisco Tomás Morales (1781-1845), a reclutar más hombres en la provincia de Guayana. Después de la segunda captura de Calabozo dispondrá, según los informes del oidor de la Real Audiencia de Caracas e inmigrante dominicano, José Francisco de Heredia y Mieses (1766-1820), de 12.000 lanzas llaneras. En cambio, el general e historiador Lino Duarte Level (1846-1929) dijo: «Diez y nueve mil hombres tenía bajo sus órdenes cuando murió (5 de diciembre de 1814) y de ellos movilizaba doce mil para la campaña. Todos eran venezolanos. Todos organizados por él». Para esto se basa en lo que afirmaba en una carta de Morales:  «Diecinueve mil hombres mandaba Boves, y tenía reunidos para acciones hasta 12.000». Boves castigaba con dureza a los desertores, imponía una férrea disciplina y vivía con y como sus hombres. El escritor Rufino Blanco Fombona (1874-1944), en su ensayo de 1942 Bolívar y la guerra a muerte: Época de Boves, 1813-1814 afirma que: «Veinte mil llaneros lo siguen; o lo esperan en aquel inmenso depósito de hombres, caballos y vacunos que son los Llanos de Venezuela. En los campos agricultores y ganaderos, "las fieles gentes de color", ignorantes y codiciosas, corren tras el botín que les promete (...)». El realista venezolano José Domingo Díaz afirma sobre la población de los Llanos: «Sus numerosos habitantes, capaces entonces de poner 18 ó 20.000 hombres sobre las armas, son casi universalmente zambos, mulatos, indios y mestizos». A inicios de 1814, en Calabozo, habría reunido 1.000 fusileros y 5.000 a 6.000 lanceros. Cajigal estima que eran 7.000 cuando intentó unirse a Ceballos en la primera campaña en los valles de Aragua. Sus tropas, aunque inicialmente actuaron como montoneras que obligaban a sus enemigos a dispersarse por la región, llegado cierto punto actuaron como un ejército capaz de vencer a tropas regulares en batallas campales.
El 6 de agosto Bolívar entró en Caracas y se proclamó la Segunda República de Venezuela, pero aún quedaban núcleos de resistencia dispersos por Venezuela. Según una estimación oficial de los revolucionarios del 11 de enero de 1814, había 2200 realistas en la provincia de Coro con Carlos Miguel Salomón, 500 en San Felipe a cargo de José de Milliet, 1.500 en Apure con José Antonio Yáñez y Sebastián de la Calzada y 2000 en Calabozo a cargo de José Tomás Boves. Además de las Ciudades de Maracaibo y Puerto Cabello. Extrañamente, Boves y el otro caudillo llanero realista, Yáñez, nunca unieron sus fuerzas. Al parecer, cada uno prefería operar de manera independiente: Boves en los llanos de Calabozo (provincia de Caracas) y Yáñez en la provincia de Barinas.

### Caudillo militar
Su primera acción militar de importancia sucedió en el caño de Santa Catalina el 21 de septiembre, con 800 jinetes emboscó a una pequeña unidad republicana enviada desde Calabozo en su búsqueda. Los prisioneros en su mayoría fueron lanceados. Al día siguiente entraba en Calabozo por primera vez.
El gobierno republicano de Caracas no tardó en reaccionar y el general Vicente Campo Elías (1759-1814) fue enviado a derrotar a la guerrilla monárquica con 500 infantes y 1.000 jinetes. Boves salió a su encuentro con 1.000 infantes y 1.500 jinetes para caer en una trampa que Campo Elías le tendió en la sabana de Mosquiteros. El caudillo escapó con Morales y apenas 17 seguidores.
Boves parecía acabado pero volvería a resurgir gracias a la dura represión que desataron las tropas republicanas contra los habitantes de los Llanos y a la captura de esclavos fugitivos que vivían ocultos en la región desde el colapso de la Primera República (un momento caótico en que muchos negros aprovecharon para huir de las plantaciones de la costa, precisamente, una de las misiones de Campo Elías era recuperarlos). También se daban numerosos casos en que peones y esclavos reclutados a la fuerza en la costa desertaban y se sumaban a las huestes llaneras. Estas acciones supusieron el completo rechazo de la población llanera a la naciente república, convirtiéndose la lucha por la Independencia en una guerra de castas.
Finalmente, el 1 de noviembre publicaba un famoso bando en Guayabal llamando a las clases populares a tomar las armas contra los mantuanos en nombre de «el Rey, la Religión y la Santa Causa»; se iniciaba así el periodo más brutal de la guerra venezolana y que no conocería fin hasta la llegada de la expedición de Morillo:

Don José Tomás Boves, comandante en Jefe del Ejército de Barlovento, etcétera.

Por la presente doy comisión al capitán José Rufino Torrealva para que pueda reunir cuanta gente sea útil para el servicio, y puesto a la cabeza de ellos pueda perseguir a todo traidor y castigarlo con el último suplicio; en la inteligencia que sólo un creo (sic) se le dará para que encomiende su alma al Creador, previendo que los intereses que se recojan de estos traidores serán repartidos entre los soldados que defiendan la justa y santa causa, y el mérito a que cada individuo se haga acreedor será recomendado al señor Capitán Comandante General de la Provincia. Y pido y encargo a los comandantes de las tropas del rey le auxilien en todo lo que sea necesario.

Cuartel General del Guayabal, noviembre 1.º de 1813.

Poco después Campo Elías y el grueso de sus hombres partió al noroeste para participar en la batalla de Araure el 5 de diciembre, lo que fue aprovechado por Boves para reunir un nuevo ejército.
Unidos en torno a Boves y con una bandera pirata como principal estandarte, un cuerpo de 4.000 llaneros aniquiló a la columna del coronel Pedro Aldao en el paso de San Marcos. Aldao terminó con su cabeza clavada en una pica. Esta victoria permitió la recuperación de Calabozo, ciudad que fue saqueada el 14 de diciembre. En la matanza se contaron entre las víctimas a un centenar de realistas peninsulares que salió a recibirlo. Posteriormente, la urbe se convertiría en la base de operaciones del asturiano.

### Campaña de los Valles de Aragua y del Tuy
Boves decidió avanzar con 3.000 infantes y 4.000 jinetes hacia los valles del Tuy y de Aragua; solo 600 tenían fusiles, el resto lanzas. Otras fuentes dicen que eran 2000 fusileros, 1.100 lanceros a pie y 3.700 a caballo. Según la información del propio Boves, eran 3.000 (apenas 600 fusileros) el 1 de febrero de 1814, acorde a una carta a las autoridades de Puerto Cabello. El 15 de marzo, en una proclama en Villa de Cura, habla de 2000 fusileros, igual número de lanceros robustos, y 3.000 jinetes, «se trataría del mayor ejército reunido hasta la gran batalla de Carabobo». A este contingente se debe sumar a Rosete y 3.000 guerreros en la sabana de Ocumare. Debe diferenciarse entre los seguidores de ambos, «jinetes libres» de Boves y «esclavos sublevados» de Rosete. En cambio, a principios de 1814, los republicanos sumaban 8.000 a 10 000 del Ejército de Occidente según Vicente Lecuna, de los que 5.000 a 6.000 eran operativos, aunque José Félix Blanco dice que en total apenas sumaban 6.000 soldados. Respecto del Ejército de Oriente, este aportaba 3.500 a 4.500. La deserción rápidamente hacia descender las cifras, Urdaneta dice que ambos ejércitos sumaban apenas 5.000 hombres en mayo.
Para mediados del siglo XIX, la población de los llanos de Cumaná, Barcelona, Caracas, Carabobo, Barinas y Apure se estimaba en 200.000 personas, principalmente dedicadas a la ganadería bovina. A ellas se les sumaban 17.000 más en Casanare y 3.000 en San Martín.
Su objetivo era llegar a Valencia y Caracas aprovechando que Bolívar estaba ocupado en el asedio de Puerto Cabello (1813), pero antes debería forzar la sierra de La Puerta, donde estaba atrincherado Campo Elías. Ahí encontró su venganza por la derrota de Mosquiteros aniquilando al ejército rival el 3 de febrero de 1814. Sin embargo, poco después el caudillo comprobó la vulnerabilidad de sus milicias al intentar asaltar plazas fortificadas. Fue rechazado el día 12 al atacar La Victoria donde destacaron como defensores los universitarios y seminaristas locales, motivo de que en Venezuela se conmemore esa fecha como el Día de la Juventud. A pesar de todo, la peor derrota fue el asedio al que sometió a San Mateo. Tres veces, los días 28 de febrero, 20 y 25 de marzo, intentó romper la defensa dirigida por Bolívar sin conseguirlo. La derrota le costó más de un millar de muertos. Durante el asedio entró a caballo en la mansión de la familia Bolívar y grabó su nombre en la puerta del vestíbulo con un cuchillo. Mientras, el coronel Francisco Rosete había sido enviado con 2000 soldados a arrasar los valles del Tuy a su paso, cometiendo una brutal masacre en Ocumare el 11 de febrero. Posteriormente, ambos reunieron sus fuerzas, alrededor de 4.000 hombres, casi todos a caballo. La infantería llanera, que estaba a cargo del asalto de las ciudades, había resultado aniquilada.
Ante la propuesta del arzobispo Coll y Prat de mediar en una guerra cada vez más violenta, Bolívar se limitó a responder «ante la salud de la Patria, no puedo estar cediendo a mis sentimientos de humanidad» en una carta escrita en Valencia el 8 de febrero.
Bolívar, tras conocer la derrota de La Puerta, temeroso de que 1400 prisioneros y heridos peninsulares o de afinidad realista se alzaran en armas para sumarse a Boves, ordenó la matanza de 1.253 monárquicos que se encontraban en las cárceles de Caracas y el hospital de La Guaira entre los días 13 y 16 del mes de febrero, siguiendo las pautas del Decreto de Guerra a Muerte. Las ejecuciones se daban principalmente en la mañana y el atardecer en la Plaza de Armas, la de San Pablo, La Trinidad y el Matadero, lugares que resultaron cubiertos de sangre y restos humanos como evidencias de lo sucedido ahí. Los prisioneros por lo general eran apuñalados o macheteados en largas agonías para ahorrar municiones, los más afortunados simplemente terminaban degollados o con sus cabezas aplastadas con grandes piedras. En La Guaira se insultaba a los prisioneros ordenándoles llevar el haz de leña con que quemarían su cadáver después. En aquellos espectáculos macabros, mujeres locales bailaban ebrias sobre los cuerpos inertes.
Derrotado en San Mateo, Boves se enteró de que Mariño marchaba con un ejército para liberar a Bolívar de su asedio y decidió salir a su encuentro antes de que ambos unieran sus fuerzas. Lo enfrentó el 31 de marzo en la sabana de Bocachica, cerca de Villa de Cura. Las feroces cargas de caballería llanera fueron incapaces de romper las líneas de la infantería y artillería republicanas. La batalla terminó cuando ambos bandos agotaron sus municiones, el comandante realista se retiró con 3.000 sobrevivientes al Guárico, región llanera intransitable para sus enemigos, donde su ejército podía subsistir y recuperarse gracias a su conocimiento del terreno y sus recursos como del apoyo de la población. Mariño, viendo a sus tropas agotadas, se negó a perseguirlo, posteriormente se reunió con Bolívar, hubo fricciones entre ambos de inmediato y para evitar un conflicto mayor se nombró jefe del Estado Mayor a Rafael Urdaneta (1788-1845) quien acompañó a Mariño en sus acciones.
Durante su retirada Boves se encontró con José Ceballos mientras este asediaba Valencia, tras ser informado de los sucesos de Bocachica Ceballos levantó el asedio y se retiró con su ejército a San Carlos (3 de abril). Mariño, envalentonado por su victoria, le atacó en la sabana de Arao el 16 de abril a pesar de los consejos de Urdaneta; al carecer de municiones estuvo a punto de sufrir un desastre militar. Tras esto, finalmente, reconoció la necesidad de unir fuerzas con su rival, Bolívar.
La rivalidad entre el Libertador-Dictador del Occidente (Bolívar) y el Libertador-Dictador del Oriente (Mariño) se empezó a notar tras la acusación de este último al otro culpándole de la ola masiva de deserciones, en efecto, su ejército se había reducido de 4.000 soldados justo antes de Bocachica a solo 2000 tras Arao. Aunque el mando de jure estaba a cargo de Bolívar, de facto estaba dividido entre ambos caudillos rivales, algo muy frecuente en las primeras etapas de las guerras independentistas y que fue clave en su derrota. A esto hay que sumar las diferencias en la composición de ambas tropas: los soldados de Bolívar eran andinos y los de Mariño eran costeros. Sin embargo, el ejército reunido era poderoso, 5.000 combatientes experimentados y apertrechados acantonados en Valencia, incluidos 2000 reclutas caraqueños. Entre tanto, Ceballos, tenía solo 2.500 hombres después de Arao y había sido reforzado por solo 400 jinetes apureños y la pequeña escolta que trajo Cajigal desde Coro, es probablemente que no tuviera más de 3.000 hombres para hacer frente. Por eso el historiador José Manuel Restrepo (1781-1863) estimó en 3.000 combatientes por bando al llegar el enfrentamiento decisivo en la sabana de Carabobo, rechazando las cifras tradicionales de 6.000 realistas y 5.000 republicanos.
La batalla se libró el 28 de mayo. El ejército monárquico asumió una postura defensiva, negándose a avanzar contra el enemigo, esperando que Boves llegara a reforzarle pero nunca pasó. Finalmente, Bolívar atacó con sus tropas, la victoria republicana parecía decisiva. Entre muertos, heridos y prisioneros los realistas habían perdido unos tres mil soldados; fueron capturados también cuatro mil caballos, cinco mil fusiles, toda la artillería y el parque completo. Ceballos escapó a Coro (región que había aportado el mayor número de soldados al ejército destruido) y Cajigal a Apure, donde logró reclutar una hueste de 3.000 jinetes con los que apoyó la ofensiva de Boves posteriormente. Pero en esos momentos la única fuerza realista capaz de enfrentarse a Bolívar era la hueste irregular que reunía Boves en el Guárico, no obstante, el Libertador no marchó inmediatamente contra él con todas sus fuerzas, en su lugar dividió a su ejército enviando 700 hombres con Urdaneta al oeste, 1.100 soldados a perseguir a Cajigal y Ceballos para que no auxiliaran al asturiano, 700 con él mismo volvieron a Caracas a calmar la situación política y conseguir refuerzos y 2300 con Mariño a finiquitar a Boves.
Ribas criticó al Libertador por dispersar sus fuerzas. Lo cierto es que había una razón política detrás: la posición de Bolívar dependía del apoyo de sus oficiales y soldados ya que el grueso del pueblo seguía siendo realista, debido a ello decidió dejar satisfechos a sus lugartenientes dándoles mandos independientes. Acababa de cometer el error de subestimar al caudillo de los Llanos.
Este último, a pesar de las peticiones de ayuda de Cajigal, se negó a involucrarse en la campaña de Carabobo, aprovechando el tiempo para conseguir refuerzos y apertrechar a sus tropas. Había recibido armas y suministros por vía fluvial, armado a nuevos reclutas y recuperado la moral de su milicia organizando una flotilla encargada de traerle armas en secreto desde las Antillas. Se levantó así un nuevo ejército llanero en Calabozo, dos o tres mil soldados a pie y cuatro o cinco mil a caballo. En total ocho mil hombres.
Poco antes de la batalla decisiva, el asturiano envió al arzobispo Coll y Prat a negociar con Bolívar. Se le informó de los éxitos realistas en Chile y México, que Boves había sumado a su ejército los dispersos de Bocachica y los fugitivos de Carabobo y le llegaban envíos de armas y caballos procedentes de Guayana, siendo capaz de tomar Caracas. Finalmente, se le ofreció un armisticio honorable, de prometer interceder en la desmovilización de otras fuerzas insurgentes podría participar en el gobierno de la Capitanía General o del Virreinato. Bolívar consideró llegar a ser un día virrey, aunque luego lo desechó.

### Segunda Batalla de La Puerta
Mariño marchó solo a enfrentarse a Boves, quien lo esperaba en la quebrada de La Puerta, el mismo lugar de su victoria sobre Campo Elías. El campo de batalla elegido por el asturiano estaba cerca de grandes planicies, si conseguía atraer al terreno abierto a los revolucionarios su caballería quedaría en condiciones de invencibilidad. En un extremo estaba la sabana de Ocumare, La Puerta en medio y la entrada del desfiladero en el otro lado, allí se atrincheraron los republicanos.
La tropa de Mariño se componía de 1.500 infantes, 700 jinetes, 100 artilleros y 7 cañones, se les sumaron los 700 refuerzos que trajo apresuradamente Bolívar desde Caracas poco antes de la batalla. En vista de lo vulnerable de su situación, Mariño ordenó a sus tropas permanecer en su posición de combate toda la noche anterior al combate. En la madrugada siguiente las tropas republicanas permanecían muy ordenadas mientras que las realistas cambiaban constantemente de posición, el aparente caos servía para ocultar mejor el verdadero tamaño de la División Infernal. El comandante rebelde los estimó en 3.000 hombres, las cifras que daban sus informantes, casi tantos como él disponía. En esos instantes llegó Bolívar con los refuerzos, viendo el campo de batalla y sabedor de la anterior victoria de Boves en el mismo lugar dio órdenes de comenzar la retirada a un sitio más seguro, pero el asturiano se percató de inmediato y ordenó a sus batallones de infantería apoyados por alguna caballería atacar, pronto el combate se generalizó por todo el frente.
La hueste llanera cargó de frente dos veces contra el batallón Aragua pero fue rechazada por el nutrido fuego de infantería y artillería. Los monárquicos retrocedieron a la planicie y Bolívar ordenó entonces la carga general. El batallón Barcelona en el flanco izquierdo, el Cumaná en el derecho y el Aragua en el centro. En ese momento salieron sorpresivamente tres grandes unidades con más de mil quinientos jinetes cada una desde distintas posiciones. Los republicanos huyeron aterrorizados y su caballería fue aniquilada rápidamente por dos columnas. El Cumaná quedó rápidamente cercado por la caballería realista por lo que su comandante, el coronel Antonio María Freites, dio orden de formar un cuadrado defensivo. Todos los soldados con una rodilla al piso pusieron sus fusiles al hombro y, al agotar sus municiones, utilizaron las bayonetas como picas. Resistieron una y otra carga hasta que todos murieron. Freites, al final, se suicidó.
Los comandantes del ejército republicano se dieron cuenta de que habían sido vencidos y escaparon como pudieron. Bolívar por Villa de Cura y Mariño por San Sebastián. Más de mil de sus soldados quedaron muertos en el campo de batalla, incluidos el ministro Antonio Muñoz Tébar, Manuel Aldao, Ramón García de Sena y el coronel Pedro Sucre. Diego Jalón fue capturado y decapitado. Parece ser que, en 1811, este había arrestado a Boves en San Carlos cuando intentaba unirse a los revolucionarios. Hasta mil quinientos soldados vencidos fueron capturados y fusilados. Toda la artillería y tres millares de fusiles cayeron en manos de Boves. Menos de mil integrantes del ejército republicano consiguieron volver vivos a Caracas.
La derrota en la quebrada significó la condena de la Segunda República. Boves, no obstante, no marchó inmediatamente sobre Caracas. Consideró que, primero, debía apoderarse de Valencia, urbe defendida por el gobernador militar, coronel Juan de Escalona, y el doctor Miguel Peña.

### Asedio de Valencia
El 17 de junio el asturiano avanzó sobre La Cabrera, pueblo defendido por 500 hombres capitaneados por el coronel José María Fernández, el mismo día capitularon y todos los sobrevivientes fueron degollados. Otras fuentes hablan de 1600 ejecutados. El día anterior, justo después de su victoria en La Puerta, el caudillo envió a su vanguardia a cargo del capitán Ramón González contra Caracas; 1.500 jinetes, los primeros que entraron en ella el 8 de julio, saqueándola de inmediato.
Boves llegó a Valencia en la jornada del 19. Inicialmente invitó a los defensores a rendirse bajo la amenaza de que sí luchaban mataría a todos los que en la urbe moraban. Tras ser rechazado su ofrecimiento ordenó el ataque contra la ciudad pero fracasó. Pasarían tres días más para que los realistas pudieran lanzar un nuevo ataque, que también fue rechazado. Solo tras conseguir ubicar su artillería en puntos estratégicos desde donde podían bombardear el centro de Valencia se consiguió algunos avances. Un nuevo asalto general fue nuevamente rechazado el 28, pero para ese entonces la situación de los defensores era insostenible. Les era obvio que no recibirían auxilios del exterior, más de seiscientos heridos se amontonaban en los hospitales locales sin suministros médicos y empezaban a sacrificar todo tipo de animales para alimentarse. El 3 de julio los defensores habían sido reducidos a menos de dos centenares, entonces hubo un nuevo ataque que consiguió apoderarse de parte importante de la ciudad. Al día siguiente llegaron numerosos refuerzos de Cajigal, Ceballos y La Calzada. Todo acabó el día 9 con la capitulación de la ciudad bajo el compromiso de Boves de perdonar la vida a los rendidos.
Durante la noche próxima se produjo una de las matanzas más infames de la guerra. Boves invitó a los altos funcionarios y oficiales de Valencia a un baile en honor de su victoria, mientras ordenaba a las mujeres bailar un canto popular ,llamado El Piquirico, sus parientes varones eran ejecutados. Trescientos soldados, sesenta oficiales y noventa civiles fueron asesinados, y eso a pesar de que el caudillo prometiera ante el Santísimo Sacramento respetar las condiciones de la capitulación. Entre sus víctimas destacan el músico y jurista Francisco Javier Uztáriz, el poeta Vicente Salías, el licenciado Miguel José Sanz, también los compositores Juan Caro de Boesi y Juan José Landaeta que fueron forzados a tocar El Piquirico hasta el final de las ejecuciones, momento en que fueron fusilados ellos también.
El asturiano de inmediato dividió su ejército: 2000 jinetes irían bajo su mando personal a Caracas mientras el resto de la tropa, 6.000 u 8.000 llaneros a pie y a caballo bajo la dirección de Morales, debían interceptar a la columna de refugiados que huía al este. Aunque otras fuentes dicen que dividió su hueste en dos mitades de 4.000 guerreros cada una.

### Emigración a Oriente
Aprovechando que Boves asediaba Valencia,  Bolívar consideró inicialmente resistir a ultranza en Caracas, pero dado lo escaso de su tropa y ante el miedo que los esclavos se alzaran decidió ordenar la retirada que comenzó el 6 de julio. En el día siguiente siguió sus pasos una enorme masa de refugiados, más de 20.000, con solo 1200 soldados para defenderlos. Otros 5.000 se quedaron en la ciudad, principalmente realistas.
Nueve días más tarde entraba Boves a Caracas, iniciándose tiempo después la persecución de aquellos involucrados en las matanzas de españoles. Permanecería ahí hasta el 26, cuando parte a apoyar a Morales tras dejar en la capital a su vanguardia acantonada y reclutar a varios monárquicos locales. La columna de refugiados entre tanto, llegaba a Barcelona el 27 de julio, durante la marcha más de 12.000 personas habían muerto, víctimas del hambre, agotamiento, fieras, clima, enfermedades, llaneros y serpientes. De los sobrevivientes, algunos siguieron por tierra a Cumaná, los que pudieron embarcaron a las Antillas. El 18 de agosto Morales intenta interceptarlos en Aragua de Barcelona, el combate es encarnizado, muere un millar de monárquicos y otro tanto de republicanos, dos mil llaneros son heridos.
A finales de agosto y comienzos de septiembre José Félix Ribas (1775-1815) reunía una importante tropa en Maturín con apoyo de Bermúdez, a la vez que Piar se hacía fuerte en la Isla Margarita. Ribas y Piar terminaron por desconocer el rango de Bolívar y Mariño, obligándoles a exiliarse en Cartagena de Indias. Morales decidió asediar a Ribas y Bermúdez, llegó el 7 de septiembre a la ciudad y la puso bajo sitio, pero cinco jornadas después los republicanos salieron de sorpresa contra el campamento realista aprovechando que no había vigías. La horda llanera incluía 3.090 jinetes y 3.400 infantes, pero 2200 murieron, 85 fueron heridos y 865 capturados junto a 2100 fusiles. Tras el desastre,  Morales se refugió en Urica para unirse con Boves.
Los republicanos habían conseguido reclutar más de 6000 soldados, pero estaban agrupados en dos núcleos distintos: en Cumaná, Piar había reunido 2000 efectivos entre locales y margariteños; en Maturín Ribas y Bermúdez, 2200 infantes y 2500 jinetes, incluyendo varios centenares de prisioneros. Los dos últimos esperaban marchar contra Morales antes de que se reuniera con Boves, mientras Piar debía distraer al asturiano. Posteriormente irían contra el caudillo, pero aquel demostró una velocidad tal en la campaña que consiguió aniquilar por separado a los grupos revolucionarios.

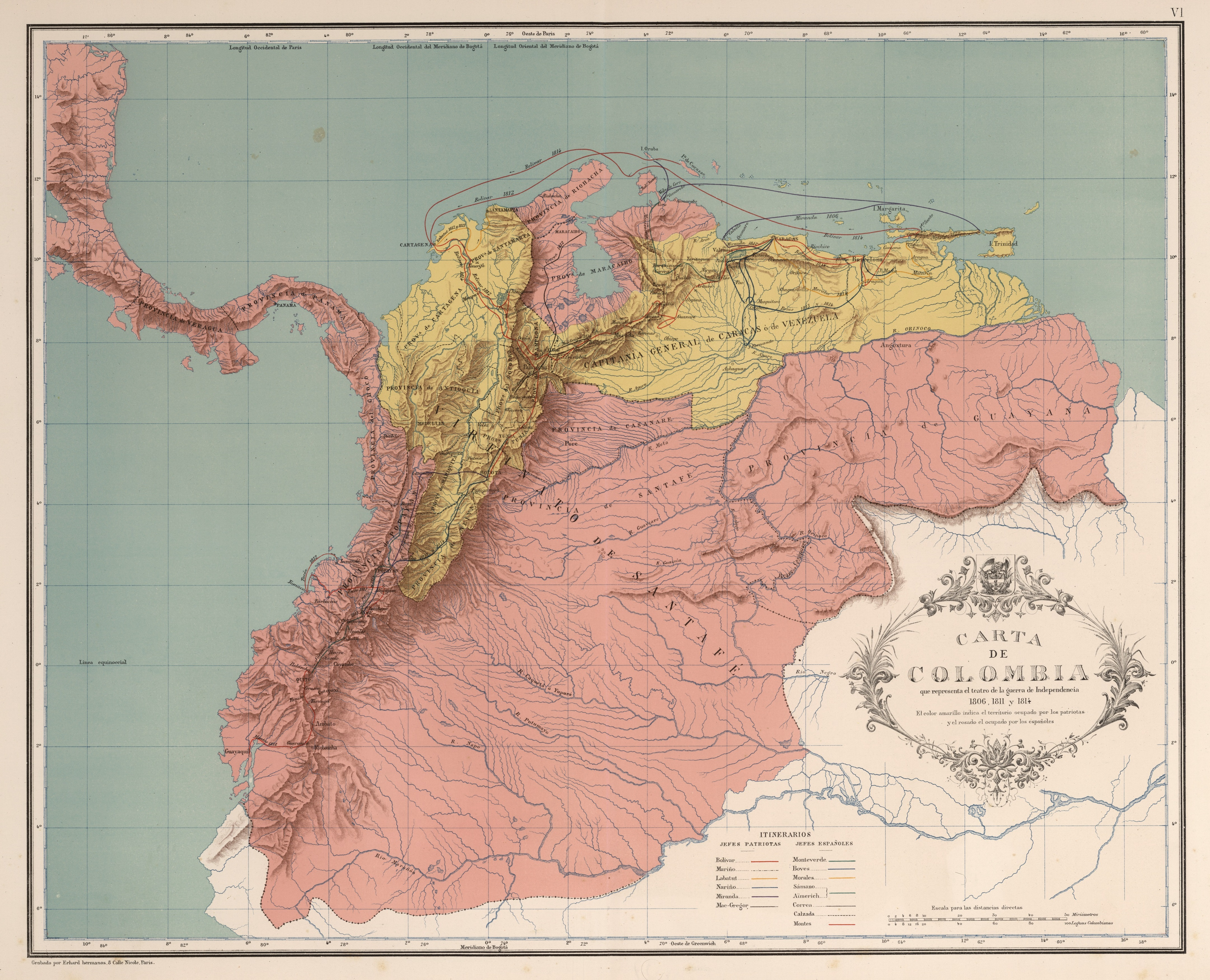
Mapa de las guerras entre 1806 y 1814 en las actuales repúblicas de Colombia y Venezuela.

Entre tanto Boves marchaba al oriente, a su hueste se les suman numerosos realistas, especialmente de Barcelona y Cumaná. El 15 de octubre la primera es saqueada. Al día siguiente se encuentra en la sabana de El Salado con la tropa de Piar, al que aplasta, Cumaná es incendiada esa misma fecha. La tropa de Boves se compone de aproximadamente cinco mil combatientes. Poco después el caudillo intercepta a Ribas y Bermúdez en Los Magueyes cuando marchaban contra Morales, el primero decide retroceder a Maturín pero el segundo, con dos mil soldados, opta por presentar batalla. Boves obtiene así el 9 de noviembre una nueva victoria.
Poco después Morales consigue reunirse con su comandante, ambos juntan más de 8.000 efectivos. Ribas y Bermúdez aún tienen unos 4.227 con los que salen a enfrentarlos en Urica el 5 de diciembre. Ahora el desastre es definitivo, se dice que hasta 3.000 soldados republicanos fallecen en ese campo. A pesar de lo decisiva de la victoria por ser destruido el último ejército revolucionario en Venezuela, se produce también otro suceso: el precio a pagar por los realistas fue la muerte de su carismático comandante, José Tomás Boves. Según varias versiones, su pecho fue atravesado durante el choque de caballerías por la lanza del oficial Pedro Zaraza (1775-1825).

### Rangos
Inicialmente, en julio de 1812 Monteverde lo nombró oficial de milicias de Urbanos, pero a inicios de 1813 se autoproclamó comandante general de Calabozo y luego elevado a comandante de la caballería urbana de Calabozo con la misión de ayudar a Cajigal en Oriente, pero cuando éste es vencido en agosto decidió actuar por su cuenta.
Al parecer, durante la mayor parte de sus campañas su rango militar fue de capitán, pero la mayoría de sus oficiales tenían ese rango, excepto unos pocos tenientes coroneles nombrados por Cajigal. El 30 de abril fue nombrado teniente coronel por Cajigal. Alcanzó el grado de coronel el 6 de octubre de 1814, nombrado por el capitán general. De hecho, José Francisco de Heredia menciona que las autoridades realistas lo nombraron teniente coronel para intentar reconciliarse con él, aunque no funcionó.
Sin embargo, según el historiador calaboceño Julián Llamozas, testigo presencial de los hechos, a inicios de 1813, cuando estaba en Calabozo organizando tropas, Boves usaba el título de Comandante General por sus victorias. En noviembre usaba el título de comandante en gefe del ejército de Barlovento. En diciembre se autoproclamó general en jefe del Ejército Real de Barlovento. Después de tomar Valencia en julio de 1814, Boves se autotitula como Comandante General del Ejército Realista, pero también Comandante General del Ejército de Barlovento, quizás con permiso de Cajigal, con quien tuvo tensiones y finalmente desplazó del mando efectivo.

## Perfil
Boves, tan cruel y astuto como carismático y valiente, tuvo una breve pero destacada carrera militar desde su reclutamiento el 20 de mayo de 1812 hasta su muerte el 5 de diciembre de 1814. En su momento de mayor poder era el amo absoluto de los Llanos, capaz de movilizar una hueste que empequeñecía a las unidades de aliados y enemigos, 6.000 a 7.000 jinetes y 2.500 a 3.000 infantes. Menos de 160 eran europeos. Todo gracias a que supo ganar para su causa el resentimiento social de la masa de negros, indios y pardos  con los blancos propietarios mantuanos esclavistas elitescos e hidalgos, dándoles una justificación para sus matanzas. Esto último no era del todo demagogia, habían sido los blancos ricos e imbuidos por las ideas de la Ilustración los que habían iniciado la guerra. Este discurso de promesas concretas resultaba atractivo para poblaciones cuyas nociones de lo que era la monarquía eran muy simples. Desde su punto de vista, el poder real era visto por buena parte de la población como un control lejano del poder de las élites locales en defensa de los pequeños burgueses y gentes de color. En el caso específico de los llaneros, el poder real era un freno para las ambiciones de los comerciantes y terratenientes caraqueños deseosos de usurparles sus tierras, acabando así con su modo de vida tradicional.
Como otros caudillos apoyaba su poder en el prestigio conseguido por sus victorias entre sus lugartenientes, soldados y el pueblo (entendido como una forma mucho más concreta que las abstracciones de los ideólogos políticos) identificando sus intereses y objetivos con los de estos; gozando de un poder personalista, autoritario y arbitrario que podía volverlo un déspota para algunos y un salvador para otros. Boves, como jefe militar de los individualistas y desconfiados llaneros,  depositaba su autoridad en una disciplina de hierro.
Repartía entre sus mejores guerreros a las damas aristocráticas que capturaba. También frecuentemente antes de fusilar a los prisioneros ordenaba disparar salvas de pólvora para ver sus expresiones de terror al creer que morirían, a muchos oficiales de alta cuna los toreaba y clavaba banderillas en la nuca, a otros simplemente los decapitaba. Su Legión Infernal solía masacrar a todos los blancos en cada pueblo que encontraba, sin distinguir entre edad o género, sin importar que fueran españoles o criollos. Según los escritos del capellán de la División Infernal, Ambrosio Llamosas, Boves venía masacrando a los blancos desde Mosquiteros. Sus matanzas de blancos, en especial mantuanos, llegaron a tales niveles que muchos terminaron diciendo que planeaba exterminar a los criollos para repoblar Venezuela con "gallegos". Solía permitir a sus tropas el saqueo de los bienes de sus enemigos y llevar a cabo todo tipo de excesos.

### Rebelión popular
Tras la invasión francesa de 1808 se produjo un desorden institucional que llevó al colapso de los sistemas políticos tradicionales. Mientras las autoridades oficiales se mantuvieron no hubo mayor conflicto en Venezuela, de hecho, ese año la segunda incursión de Francisco de Miranda (1750-1816) será unánimemente rechazada. Sin embargo, gracias al ambiente intelectual generado por las obras ilustradas entre las élites mantuanas su caída estaba pronta, iniciándose un conflicto entre la Junta Suprema de Caracas (autodenominada representante del rey) y la Junta Suprema Central (depositaria de los poderes del apresado monarca) en 1810. Las consecuencias fueron la guerra civil, la insurrección popular de los marginados y finalmente, los gobiernos personalistas, primero Monteverde y luego, en forma más acuciada, de Boves. Algo que heredaron los gobiernos independentistas y decimonónicos.
El caudillismo surgió en Venezuela como consecuencia de la anarquía reinante en las etapas finales de la Primera República, sobre todo en aquellas áreas de dominio republicano (1812). En aquellos momentos el poder estaba en el personaje con la capacidad de atraer y armar a un grupo de seguidores.
La caída del orden colonial estaba siendo sucedida por gobiernos débiles, lo que permitía a caudillos regionales, descontentos con el reparto del poder, romper la frágil paz institucional y armar expediciones para derrocar al poder instalado en Caracas. En 1812, Monteverde se apoyó en los corianos; en 1813, Bolívar alzó a los andinos y Mariño a los orientales o guayaneses; y, en 1814, Boves hizo lo propio con los llaneros. Este fenómeno continuó durante las posteriores guerras civiles.
Las causas del rápido éxito de Monteverde habían sido la anarquía y debilidad militar de la dictadura de Miranda, el rechazo popular a la Primera República y el alzamiento de los negros.
En efecto, entre 1811 y 1816, los esclavos, libertos y campesinos se rebelaron contra la clase dominante criolla y su orden socioeconómico. En varios lugares fueron alentados por españoles aunque estos tuvieron que huir al comenzar las matanzas de blancos, siendo las provincias más afectadas Cumaná y Margarita. Este alzamiento significará la pérdida del apoyo mantuano a Miranda y su caída.
Antes de la guerra, la zona entre Caracas y Cumaná tenía la mayor concentración de esclavos y plantaciones de Venezuela, país en el que vivían 60.000 esclavos en 1810.
Entre la entrada de Monteverde en Caracas y la muerte de Boves se desata la fase de mayor violencia y expansión de la rebelión que supuso el colapso de una nueva «república mantuana». La guerra de razas o castas empezó a volverse cada vez más sangrienta desde 1813. Se inició un círculo vicioso en el que cada bando buscaba ganarse o aterrorizar al pueblo siendo más violento que el contrincante. En todo caso, desde la llegada de Monteverde, la situación era pavorosa para los venezolanos: la economía arruinada por la guerra, un devastador terremoto, despoblación de provincias enteras, emigración de los comerciales, fuga de capitales a las Antillas, hambruna por no poderse producir alimentos y malas políticas de la tiranía del canario y sus asesores. El reconquistador jamás aplicó la Constitución de Cádiz: solo su ley de conquista, que no era más que la violenta persecución de cualquier sospechoso de ser afín de la rebelión, lo que fue un factor clave en el éxito de la Campaña Admirable de Bolívar. Luego vino la Guerra a Muerte, que fue un eficaz método para financiar la guerra: los bienes de los españoles asesinados se repartieron entre oficiales, soldados y Estado. El mismo Bolívar decía:

Será mérito suficiente para recibir premio o grado en el ejército, presentar un número de cabezas de españoles europeos o isleños (canarios): el soldado que presente 20 cabezas será ascendido a alférez, 30 valdrán el grado de teniente; 50 el de capitán (...).

Esta etapa, caracterizada por la degollina y el robo, no dejó más que muerte y cenizas a los venezolanos. Bolívar apodó a Boves el azote de Dios, comparándolo con el huno Atila y acusándolo de ser responsable de la muerte de ochenta mil personas en sus campañas. 1814 fue conocido como el Año terrible en Venezuela. Durante los constantes combates, masacres y devastación que asolaron dicha tierra murieron entre 100.000 y 150.000 personas. Según los estudios del historiador Francisco Antonio Encina (1874-1965) de los 12.000 peninsulares y canarios y 220.000 criollos que vivían en Venezuela al comienzo de la guerra, 7400 de los primeros habían muerto en combate o fueron masacrados por los patriotas entre julio de 1813 y abril de 1814, y 200.000 criollos habían sido masacrados antes de llegar Morillo por ser las víctimas preferidas de Boves, Morales y Yáñez. Rufino Blanco Fombona dice que entre 1812 y 1816 murieron 134.487 personas (13 000 en el terremoto), mientras que el incremento no realizado, basados en los datos del incremento demográfico producido hasta 1810, fue de 107.254 (40.662 nacimientos no producidos). Se incluye a las emigraciones masivas de 1812, 1814 y 1816. Por esta razón, el arzobispo Narciso Coll y Prat (1754-1822) dijo que «Boves era un héroe para destruir, no un hombre para edificar».
Miquel Izard Llorens, historiador de la Universidad de Barcelona sostiene que la famosa crueldad de Boves y sus tropas es producto de un largo trabajo de difamación elaborado en la época posterior a la independencia venezolana. Sin embargo, la mayoría de los historiadores sostienen que Boves, su lugarteniente Morales y sus huestes saquearon las ciudades de Valencia, Caracas, Cumaná, Barcelona y Maturín, cometiendo terribles masacres y logrando un gran botín. Con Boves, el número de degüellos, azotes, descuartizamientos, desollamientos, descogotados, cepos, desorejamientos y colgamientos en ganchos practicados por los realistas alcanzaron una escala terrorífica. Como señala un historiador:

(...) en Venezuela se derramó más sangre en aquel año que en toda la Revolución Francesa. Ningún pueblo ha conocido una lucha de clase de esa magnitud.

Entre 1815 y 1816 se dará una baja en la intensidad del conflicto gracias al licenciamiento de muchos llaneros, la llegada de un ejército profesional desde la metrópolis, el discurso más inclusivista de los rebeldes y la ausencia de grandes operaciones bélicas. Cuando la guerra se reactive ambos bandos mostraran un lado mucho más humanizado, pero la guerra arrasará con mayor o menor intensidad Venezuela hasta 1821, momento en que dejaran de librarse en su territorio las principales operaciones militares.

### Caudillismo

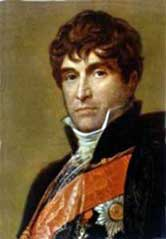
Retrato de Boves basado en las descripciones recogidas por Daniel Florencio O'Leary, de un autor anónimo, fechado en el.

El fenómeno del caudillismo fue una de las peores consecuencias de la guerra independentista, acompañando el país por casi un siglo hasta la imposición final del poder civil en 1903. Es la causa de que diversos historiadores consideren a los caudillos agentes de la barbarie, atraso en la institucionalidad del país, luchadores de la igualdad o hasta democratizadores nacionales. Por eso mismo, Boves ha sido visto usualmente como un antihéroe, símbolo del retroceso a los estados más primitivos y bárbaros de la sociedad.
Al eliminar el sistema de castas Boves fue considerado por el historiador Juan Vicente González (1810-1866) como «el padre de la democracia venezolana»; democracia entendida como un factor de igualdad social. Esta afirmación es criticada por Augusto Mijares (1897-1979),ya que un personaje que llamó a los venezolanos a matarse entre sí, en nombre de sus diferencias étnicas o sociales, no puede ser un genuino democratizador. La democracia no nació de caudillos como él sino de las ideas de los revolucionarios y azares del destino. Sus hordas de llaneros seguían al caudillo con una espontaneidad que Bolívar nunca consiguió de las propias. Un «fanatismo de tribu islámica» que los hacía en extremo valientes en las cargas de caballería que el mismo asturiano encabezaba.
Los líderes rebeldes por otra parte, debieron enfrentar constantemente a poblaciones muy divididas y reacias a movilizarse, debiendo depender de sus dotes personales de mando más que una sólida institucionalidad, elemento clave en la preponderancia del caudillismo durante la construcción posterior de los Estados hispanoamericanos. Debían ser a la vez militares (tácticos y estrategas), estadistas (organizadores de un Estado) y soldados (combatientes que sabían hacer lo mismo que el resto de la tropa); personas que por medio de la disciplina y la confraternización con la tropa pudieran ganarse a los soldados para que identificaran su causa ideológica con sus intereses sociales o étnicos. Por ejemplo, tras el colapso del sistema militar tradicional colonial de milicias en 1812 y el apoyo de las guarniciones regulares a Monteverde, los independentistas debieron realizar levas en masa con las que defender la Segunda República. Tras la caída de ésta habrá que esperar hasta 1817-1819 para que vuelva a reconstruirse una tropa armada rebelde, esta vez como el Ejército de la Gran Colombia.
El historiador Samuel Phillips Huntington (1927-2008) propuso no usar el término caudillismo sino que pretorianismo oligárquico por el bajo nivel de institucionalización y participación política decimonónica. Surge antes de que se formen ejércitos nacionales modernos y verdaderamente efectivos, cuando los caudillos por medio de amenazas y violencia podían intervenir militarmente en la política civil para conseguir sus fines. La debilidad de los ejércitos estatales era producto de la falta de modernización en el material bélico y pobre profesionalización de oficiales y soldados (muchas veces los gobiernos solo se preocupaban de lo primero), por esto muchos militares hacían carreras influyentes en la política. Sin embargo, otros estudiosos distinguen a estos pretorianos de los "genuinos caudillos" y clasifican a los militares en tres grupos: militares de carrera o profesionales, que servían libres de personalismos o intereses políticos; pretorianos o militares-políticos, que ejercían indebida influencia en la política; y caudillos o guerreros personalistas políticos. Los primeros venían de lo mejor de la excelencia militar hispánica y las reformas borbónicas de mediados del siglo XVIII, los segundos eran fruto de las distorsiones asociadas al proceso independentista y los terceros resultaron de los lazos de clientelismo entre patrones y trabajadores del periodo colonial.
Otros autores sostienen también que durante las guerras independentistas se encontraron en el mismo bando rebelde dos polos opuestos: políticos y militares de carrera, provenientes usualmente de grandes ciudades, más imbuidos por las ideologías, vistos como representantes de la élite administrativa y económica, buscaban crear ejércitos regulares que sirvieran de base para organizar los nuevos Estados de forma ordena y coherente; jefes rurales informales, dueños de un poder unipersonal sobre sus seguidores, a quienes sus milicianos obedecían en tanto defendieran y satisficieran sus intereses ya que estos líderes carismáticos conocían sus condiciones de vida y anhelos de cambio material, ellos mandaban las guerrillas locales. Los ejércitos independentistas son una mezcla de ambos con un peso mayor de los segundos, en tanto que los primeros eran usualmente oficiales de las milicias americanas, posteriormente esos cuerpos de milicianos serán reemplazados por unidades de profesionales en las últimas etapas de la guerra.
Los denominados «guerreros personalistas políticos» eran sujetos usualmente carismáticos, capaces de identificar sus intereses personales a los populares y movilizar seguidores, esto último era fundamental puesto que un caudillo «no podía dejar de ser era el jefe de una hueste armada». Se los clasifica en tres categorías distintas: caudillos menores, gamonales o caciques dominantes en una zona local pequeña; provinciales o regionales con poder sobre una comarca o unidad sub-estatal; y nacionales, de los que por definición podía haber solo un a la vez en cada país, cuyo poder venía de la violencia, compromisos y negociaciones con sus pares. Laureano Vallenilla Lanz (1870-1936) dice que el caudillismo se expresaba de dos modos: anárquico y despótico. El primero periodo de lucha general por el poder donde ningún bando logra imponerse completamente como entre 1846-1849 y 1859-1863. El segundo es cuando termina imponiéndose un solo líder nacional, un «hombre de compromisos», que impedía nuevos periodos de guerra.

### Relación con el mando realista
Boves y Monteverde tienen similitudes: comandaron las reacciones contrarrevolucionarias de la población local y una vez triunfantes se negaron a reconocer a sus legítimos superiores e iniciaban sus propios gobiernos y beneficiaban a sus partidarios con puestos de poder: Monteverde a los canarios y Boves a los pardos. Posteriormente el régimen de Monteverde será reconocido por Cádiz, Boves morirá demasiado pronto como para eso.
Se puede entender de este modo porque el popular y exitoso Boves se negaba a seguir las órdenes provenientes de Cajigal, cuyo gobierno estaba a punto de colapsar. Esto quedó patente tras La Puerta, cuando al capitán general, hombre moderado pero débil, le escribió «He recobrado las armas, municiones y el honor de las banderas españolas que S.E. perdió en Carabobo». Siguiendo el ejemplo de Monteverde, el ambicioso asturiano de no morir prematuramente en Urica hubiera sido otro dictador del país.
Debido a su falta de reconocimiento de la autoridad de Cajigal, su exterminio de blancos o la repartición de tierras entre los pobres algunos autores consideran que Boves no era un verdadero realista, sino que era un subterfugio su adhesión a este bando, tal como declararía Hugo Chávez (1954-2013) en un evento oficial. Quizás por no querer aceptar que hasta 1815, por lo menos, la mayoría de los venezolanos eran monárquicos y el conflicto vivido no fue uno entre países sino una guerra civil donde España simplemente auxilio a esa mayoría. La proyectada «guerra continental contra España» había fracasado, hasta esos momentos la mayoría de los americanos eran realistas y siempre la mayoría de los realistas fueron americanos. Solo la llegada de la expedición ultramarina permitió el final del conflicto interno. Sin ese apoyo la guerra jamás hubiera podido durar tanto ni ser tan sanguinaria, su pérdida fue la causa determinante de la victoria independentista.
A su muerte el mando lo asumió su segundo, Francisco Tomás Morales, quien se dice estuvo involucrado en el deceso de su predecesor. En la noche inmediatamente posterior a Urica ejecutó a todos los oficiales realistas que en la asamblea convocada propusieron reconocer el mando de Cajigal. Morales asumió el poder absoluto en Venezuela, persiguiendo a las últimas unidades rebeldes en el país hasta la llegada de la Expedición Pacíficadora de Morillo, 10.642 soldados veteranos de la guerra de Independencia española, momento en que sometió a la nueva autoridad, partiendo a la Nueva Granada. Al caer Cartagena de Indias masacrara a 400 civiles inocentes y en la batalla de Carabobo demostrara su indisciplina retirándose con el grueso de la caballería al comenzar el combate.
Su falta de obediencia a sus superiores ha sido vista por algunos como una señal de que sí no hubiera perdido la vida en Urica la guerra civil desatada habría continuado, esta vez entre sus milicias y el ejército venido desde España. Después de todo, al momento de su fallecimiento diversos actores en el conflicto, de los dos bandos involucrados, estaban ya buscando un modo de deshacerse de él y poner fin a la carnicería. Esta sería una de las causas del envío del ejército peninsular. No es del todo impensado, cuando la expedición desembarco en Venezuela más que a combatir a los rebeldes se dedicó a restituir el antiguo orden social. Su comandante, Pablo Morillo (1775-1837), simplemente siguió las pautas del rey para restaurar el statu quo de 1808, lo que a la larga se demostró imposible.
Fue llamada diablocracia que crueles caudillos asumieran el mando y consiguieran ascender socialmente gracias a su brutalidad y capacidad de desatar la violencia usualmente contenida de los sectores más humildes y apartados de la sociedad. Hombres como Monteverde, Yáñez, Boves, Morales, Zuazola, Antoñanzas, Puy y Cervériz. Este término también fue utilizado por los monárquicos para denominar a los gobiernos republicanos e independentistas instaurados por los revolucionarios.
Pero él y sus lugartenientes no fueron los únicos personajes despiadados que destacaron en la independencia venezolana, se pueden mencionar al coronel Manuel Gogorza Lechuga (1796-1814) o al mismo Arismendi, ambos encargados del cumplimiento de las órdenes de Bolívar referidas a la Guerra a Muerte. También se ha acusado que el sangriento comportamiento de Boves fue una respuesta de los realistas, en especial españoles y canarios, a las masacres que empezaron a sufrir por parte de los rebeldes después de que ésta fuera decretada por Bolívar en 1813. Dicha táctica había sido iniciada por Bolívar y asociados responsabilizando a los españoles de la violencia de la guerra tras la firma de la capitulación de San Mateo en 1812, pero en Venezuela ni había tantos peninsulares ni se enviaron muchos soldados. De hecho, cuando se envió finalmente el gran contingente de Morillo fue que la guerra empezó a bajar su intensidad, licenciándose a las milicias llaneras y reemplazándolas con tropas de línea.
A pesar de actuar de forma autónoma, se debe señalar que Boves recibió órdenes y rangos por parte del Consejo de Indias por correspondencia. Tras su muerte, fue ascendido al grado de  general por orden del rey Fernando VII (1784-1833), su madre y dos hermanas fueron beneficiadas con una pensión y honores de por vida. Ciertamente, a Boves más que las riquezas materiales le interesaba el poder y la venganza contra los mantuanos que consideraba culpables de sus desgracias personales.

### Los llaneros
El apoyo de los llaneros era fundamental para quien lo tuviera. Su región era siempre rica en recursos, con un inagotable suministro de valientes reclutas acostumbrados a una vida dura, jinetes muy buenos en la guerra de movimientos, disciplinados, veloces y capaces de gran improvisación. Su vida casi nómada como arrieros de ganado o peones de hatos, los acostumbraron a cabalgar sin monturas y a combatir con lanzas artesanales hechas con las rejas de ventanas. En cambio, las regiones andinas o de la costa noroeste apenas participaron en la guerra. Poblaciones sedentarias poco belicosas y que producían recursos de forma estacional, quien tuviera el apoyo de solo estas últimas sin duda sería derrotado. Por ejemplo, en 1814 ambos bandos habían agotado los recursos de las zonas andinas y costeras donde dominaban, solo los llaneros permitirán a los monárquicos continuar la guerra y vencer tras perder al ejército coriano en Carabobo.
La región de los Llanos venezolanos y neogranadinos tenía pocas ciudades aunque la más importante era Calabozo, su población era escasa y dispersa en comparación a su extensión, las noticias iban lentas y erráticas, sin vías formales de comunicación. Su economía se centraba en la captura del ganado cimarrón y su cría en hatos. Aunque los llaneros tenían por costumbre pastar sus animales libremente por el territorio, los mejores lugares quedaron en manos de hacendados que rápidamente generaron lazos de clientelismo con sus peones.
A pesar de que algunos eruditos sostienen que sus pobladores vivían en una especie de sociedad de gentes libres, iguales, solidarias, pacíficas y hasta agnósticas, esto choca con la gran mayoría de fuentes y opiniones de estudiosos (como con la crueldad y habilidad guerrera demostrada por los llaneros). La mayoría considera la región como un «territorio de frontera» donde el abigeato era común y, frecuentemente, impune, puesto que la autoridad española apenas hacía sentir su influencia. Numerosas partidas de esclavos fugitivos escapaban ahí y formaban bandas de forajidos. Esto creó entre los llaneros un sentimiento de autonomía que defenderían ferozmente de quien la amenazara. La guerra convirtió a los marginales en guerrilleros y a algunos, en caudillos.
Varios historiadores han comparado a los llaneros venezolanos con los gauchos rioplatenses. Poblaciones mestizas, lanceros nómadas, de regiones planas y abiertas (Pampas y Llanos), criadores de vacas y caballos en tierra realenga, acostumbrados a vivir con lo puesto que pasaban de servir de una estancia a otra. Combatieron del lado de sus caudillos toda esa centuria después de las independencias en las guerras civiles argentinas y venezolanas; y como con Boves muchos historiadores han considerado a personajes como los cabecillas federales Facundo Quiroga (1788-1835), Estanislao López (1786-1838) y Juan Manuel de Rosas (1793-1877) como agentes del salvajismo mientras que sus rivales unitarios de la civilización. Se diría:

La plebe se puso en armas y de ella brotaron como emanaciones telúricas, los caudillos de la guerra. Para los siervos y esclavos, que nada entendían de constitución y concepciones jurídicas, el enemigo natural resultaba ser, precisamente, el gran propietario de tierras, el acaudalado comerciante en bienes de consumo básico (...).El gaucho y el llanero resultaban por su propia condición, guerreros natos. Muy pronto surgieron bajo las órdenes de caudillos que entraron en la leyenda como expresiones avasalladoras de la violencia elemental: un Quiroga en la Argentina, un Boves en Venezuela.

### Llaneros y Morillo

Bandera de Cabrera, similar a las usadas por Boves y Quiroga.

Deseando disminuir la intensidad del conflicto social y reconciliarse con los mantuanos y revolucionarios tiene que limitar el poder adquirido por las masas populares y sus caudillos. Se destituyeron de sus cargos a numerosos pardos y llaneros premiados por Monteverde y Boves. Defraudados por esta política, el grueso de los venezolanos podrán sus esperanzas de una mejor vida en los líderes rebeldes. Además, promoviendo la humanización de la guerra Morillo prohibió los saqueos, disminuyendo el botín del pillaje. De hecho, con el país bajo el control monárquico la única forma de poder saquear era uniéndose a los rebeldes. Fue este último factor era posiblemente la principal causa de que se les sumaran tantos millares de hombres junto a la promesa de ascenso social, durante el breve gobierno de Boves en Caracas los puestos de mayor importancia fueron ocupados por llaneros y libertos. Previendo la reacción negativa, un numeroso contingente de tres mil llaneros fue enviado a Nueva Granada. Inicialmente Morales se opuso a esta medida por temor a que sus tropas desertaran.
En cuanto al saqueo, los caudillos siempre lo practicaron, en especial, los rebeldes que carecían de ingresos regulares mientras negociaban el apoyo económico británico. Por ejemplo, Páez tenía al robo como método exclusivo de pertrechar y pagar a sus huestes y tras vencer a Cajigal en Carabobo Bolívar permitió a sus guerrilleros hostilizar al enemigo y quedarse con el armamento, utensilios y vestimentas que capturasen. También recurrieron a métodos más sofisticados: embargo de bienes, préstamos forzosos, multas y donaciones.
Hasta la llegada de la expedición los caudillos locales habían sido los principales enemigos de la revolución, aún más que los «ejércitos propiamente realistas» (tropas regulares) pues tenían mayor autonomía y recursos que estos últimos, y los usaban sobre todo para defender y expandir sus haciendas. Otra causa de la pérdida del apoyo de estos cabecillas fue el miedo a perder el liderazgo autónomo conseguido frente al recién llegado Morillo. En algunas regiones la guerra fue constante por cinco, diez o hasta quince años y la única autoridad a la que se podía recurrir por protección durante y después del conflicto era el caudillo cuyo dominio se veía así legitimado, por eso tras la independencia quedaba listo un escenario de guerras entre jefes rivales. Como dijo el portugués Joaquim Pedro de Oliveira Martins (1845-1894) sobre la devotio ibérica «los pueblos ibéricos acuden como por instinto a sus tradiciones más primigenias».
En la práctica el ejército de Morillo solo sirvió para radicalizar a los opositores al monarca y hacerlos ver su lucha como una resistencia hasta la muerte, su dura política de represión contra los insurrectos o sospechosos, en especial criollos, solo contribuyó a la pérdida de apoyos a la monarquía. Debe mencionarse que inicialmente el español intento una política de amnistía con los anteriores rebeldes, como con Juan Bautista Arismendi (1775-1841), quien fue perdonado a pesar de los consejos de Morales, ya que había sido verdugo de numerosos prisioneros españoles. En cuanto Morillo partió a Cartagena de Indias Arismendi se escapó a Isla Margarita, donde alzó a los locales y masacró a la guarnición realista. Tras esto los indultos se hicieron más difíciles de conseguir.
Ni Morales ni Morillo consiguieron jamás el dominio sobre los feroces llaneros, serán hombres como José Antonio Páez (1790-1873), Manuel Cedeño (1784-1821), José Gregorio Monagas (1795-1858), José Antonio Anzoátegui (1789-1819), Francisco de Paula Santander (1792-1840), Ramón Nonato Pérez (1778-1819), Juan Nepomuceno Moreno (1779-1839),  José María Camacaro (1793-1829) y Pedro Zaraza los que con su fama ganaran el apoyo de estos jinetes. Hábilmente Bolívar consiguió el apoyo de estos personajes, clave en su victoria final. En palabras de Morales, personaje que partió a la Nueva Granada con el ejército expedicionario de Morillo justo cuando los republicanos empezaban a establecer sus guerrillas en los Llanos, Boves tenía características personales que le permitieron unificar a las partidas de llaneros que ni los independentistas pudieron:

Boves tuvo la fortuna de penetrar los sentimientos de los llaneros, gente belicosa que es necesario saberla manejar. Comía y dormía con ellos. Tenía un no sé qué que le atraía su simpatía. Los dominaba con imperio. Llegó a mandar 19.000 hombres de los que podía presenta en una acción 12.000 (…) Boves fomentó la insurrección con el bando de Guayabal del primero de noviembre por el cual disponía el degüello de los blancos y el reparto de sus propiedades (Carta de Francisco Tomás Morales a Pablo Morillo, 31 de julio de 1816).

Como señalan Landázuri y Ayala, «la necesaria unidad entre blancos, pardos, mulatos e indios era indispensable para superar el racismo y conquistar la independencia. Citando de nuevo a Morales: 

La igualdad legal es indispensable donde hay desigualdad física (...).

Tras la caída de Caracas y Bogotá millares de rebeldes se refugiaron en los llanos de Cumaná, Barcelona, Achaguas, San Fernando de Apure, Calabozo y Casanare, donde tras fracasar en reconstruir un gobierno como los desaparecidos por la impopularidad que resultaba para los locales tuvieron que aceptar el liderazgo de Páez en Arauca en septiembre de 1816. Armados con más lanzas que rifles pudieron cortar las comunicaciones, emboscar patrullas, bloquear los abastecimientos y dejar inmovilizadas a las guarniciones realistas en las grandes ciudades.
Páez menciona en su Autobiografía el caso de un soldado llamado Pedro Camejo, originalmente esclavo de un propietario apureño se sumó a las tropas de Yáñez en vista que todos los que partían a la guerra volvían enriquecidos por lo robado. Tras la derrota de éste en Araure se ocultó en Apure hasta que lo reclutó Páez con la promesa de más botín y un discurso nacionalista. Hábilmente el apureño supo tomar para sí el discurso y símbolos del asturiano, atrayendo para la causa independentista a numerosos llaneros. Esto es visible ya que ambos usaron una bandera negra con una calavera como estandarte y una pluma de zamuro negra como símbolo. Sin embargo, al final de la guerra los grupos que se apoderaron del poder no cumplirán sus promesas, dejando el germen de una nueva gran insurrección popular igual de violenta, la Guerra Federal, bajo el mando de un nuevo caudillo: Ezequiel Zamora (1817-1860).
La guerra beneficio a caudillos como Monagas y Páez que pasaron de ser pobres a grandes propietarios y hombres de enorme prestigio, miembros de la nueva clase dirigente surgida del conflicto gracias a la expropiación de las propiedades y armas de los vencidos. Por el contrario, en palabras del historiador Acisclo Valdivieso Montaño (1876-1935), el asturiano actuó de una manera muy distinta:

"(...) Desprendido, a su muerte en Urica, solo legó a su heredera, su madre, pues que murió soltero, trescientos pesos, como herencia única, ya que las contribuciones solo las aprovechaba para el mantenimiento de su ejército y los botines producto de los saqueos, los daba a sus tropas. Fue sobrio y desprendido hasta el extremo de no tener con que vestirse (...)".

### Comparaciones
Aunque la táctica favorita de Páez era simplemente cargar con su desordenada caballería contra los cuadros enemigos hasta romperlos, la de Boves y Quiroga era similar al «¡Vuelvan caras!» de Las Queseras del Medio: primero se fingía una carga para luego retirarse tentando al enemigo a salir en su persecución, luego los jinetes se daban media vuelta y volvían a atacar mientras la reserva atacaba por sorpresa la retaguardia enemiga, similar a lo sucedido en La Puerta. Los llaneros resultaron invencibles en campo abierto, por eso muchas veces se sostiene que los caudillos vencían más por audacia y habilidad bélica de su tropa que por sus tácticas.
Otro personaje con el que Boves ha sido comparado es el carlista Ramón Cabrera (1806-1877). Ambos habían sido marineros carismáticos que sin experiencia militar previa movilizaron a pueblos enteros bajo su mando sin gran apoyo logístico en momentos de desorden para defender la continuidad Monarquía Católica, iban al frente en la batalla y vivían como sus hombres, tratan de tomar lo mejor de su tradición sin renunciar al progreso, son personajes resolutivos, prácticos, austeros y meritócratas que tuvieron serias desavenencias con las élites amigas y enemigas.
Volverían a estallar rebeliones de negros en Venezuela con similares características en Caucagua (1835) y Ocumare (1845).

## En la cultura popular
La vida de Boves es el tema de las novelas Las Lanzas Coloradas por Arturo Uslar Pietri (Editorial Zeus, 1931) y  Boves el urogallo por Francisco Herrera Luque (Editorial Pomaire, 1980). RCTV produce en 1974 la telenovela Boves, El Urogallo protagonizada por Gustavo Rodríguez. En el año 2010 se realizó la adaptación cinematográfica de la novela: Taita Boves, producción venezolana dirigida por Luis Alberto Lamata, director de Miranda regresa (2007), que fue protagonizada por Juvel Vielma en el papel del caudillo.

## En la educación media venezolana
En Venezuela la figura de Boves se ha convertido en el arquetipo de guerrero terrible. Este hecho ha generado cierta distorsión en la enseñanza de la historia oficial de la independencia venezolana sobre todo en la etapa media; es así, como muy pocas veces, se le menciona en los libros de texto utilizados como referencia en esta fase del proceso educativo.

### Decimonónicas
- Baralt, Rafael María & Ramón Díaz (1841). Resumen de la historia de Venezuela, desde el año 1797 hasta el de 1830 I. París: Imprenta de H. Fournier y Cía.
- Barros Arana, Diego (1865). Compendio de historia de América IV. Santiago: Imprenta del Ferrocarril.
- Blanco, José Félix; Azpurúa, Ramón (1876). Documentos para la historia de la vida pública del libertador de Colombia, Perú y Bolivia: Puestos por orden cronológico, y con adiciones y notas que la ilustran V. Caracas: Imprenta de "La Opinión nacional".
- Crichfield, George Washington (1908). American supremacy: the rise and progress of the Latin American republics and their relations to the United States under the Monroe doctrine (en inglés) I. Nueva York: Brentano.
- De Austria, José (1857). Bosquejo de la historia militar de Venezuela en la guerra de su Independencia I. Valencia: Imprenta del coronel Juan D'Sola.
- De Cajigal, Juan Manuel (1960). Memorias sobre la Revolución de Venezuela. Caracas: Ministerio de Justicia.
- De Heredia, José Francisco (1895).  José María Heredia y Heredia & Enrique Piñeyro, ed. Memorias sobre las revoluciones de Venezuela. París: Garnier Hermanos.
- Desplaces, Ernest; Michaud, Louis-Gabriel (1854). Biographie universelle, ancienne et moderne, ouvrage rédigé par une société de gens de lettres (en francés) IV. París: Chez Madame C. Desplaces.
- Hiráldez de Acosta, Manuel; Trujillo, José (1868). Espartero, su vida escrita por D.M.H. y D.J.T. Barcelona: Hiráldez y Trujillo Editores.
- Larrazábal, Felipe (1883). La vida y correspondencia general del libertador Simón Bolívar: enriquecida con la inserción de los manifiestos, mensages, exposiciones, proclamas, &. &. Pub. por el héroe colombiano desde 1810 hasta 1830 I. Nueva York: A. Cassard.
- Montenegro Colón, Feliciano (1837). Geografía general para el uso de la juventud de Venezuela IV. Caracas: Imprenta de Damiron y Dupouy.
- Páez, José Antonio (1867). Autobiografía del general José Antonio Páez I. Nueva York: Hallet y Breen.

### Modernas
- Agudelo Velásquez, Leonardo (2010). «Aspectos militares de la Independencia: 1810-1819». Historia que no cesa. La Independencia de Colombia, 1780-1830. Bogotá: Universidad del Rosario. pp. 101-118. ISBN 978-958-738-101-6.
- Barletta Villarán, Roberto (2011). Breve historia de Simón Bolívar. Madrid: Nowtilus. ISBN 978-84-9967-241-0.
- Borges, Analola (1967). «Don Domingo Monteverde, y otros criollos oriundos de Caracas, en la Revolución Americana (1813)». Anuario de estudios Atlánticos (Las Palmas: Casa de Colón de Las Palmas) (13): 181-210.
- Bushnell, David (2002). Simón Bolívar: hombre de Caracas, proyecto de América: una biografía. Buenos Aires: Biblios. ISBN 978-950-786-315-8.
- Carrera Damas, Germán (1964). «Estudio preliminar: Sobre el significado socioeconómico de la acción histórica de Boves». Materiales para el estudio de la cuestión agraria en Venezuela (1800-1830) I. Caracas: Universidad Central de Venezuela. pp. vii-clxiv.
- Carrera Damas, Germán (1993). Simón Bolívar fundamental II. Caracas: Monte Ávila Editores Latinoamericana. ISBN 978-980-01-0729-4.
- Elliott, John Huxtable (2009). Imperios del Mundo Atlántico. España y Gran Bretaña en América, 1492-1830. México: Taurus. Traducción inglés-español de Marta Balcells. ISBN 978-607-11-0082-5.
- Encina, Francisco Antonio (1961). Bolívar y la independencia de la América española: Independencia de Nueva Granada y Venezuela III (Parte 1). Santiago: Nascimiento.
- Esteves González, Édgar (2004). Batallas de Venezuela, 1810-1824. Caracas: El Nacional. ISBN 978-980-388-074-3.
- Fernández Domingo, Jesús Ignacio (2008). Boves. Primer caudillo de América. Oviedo: Idea. ISBN 978-84-87212-71-0.
- Frechilla, Juan José Martín; Texera, Yolanda (2005). Petróleo nuestro y ajeno: (la ilusión de modernidad). Caracas: Consejo de Desarrollo Científico y Humanístico de la Universidad Central de Venezuela (CDCH UCV). ISBN 980-00-2189-2.
- García Hamilton, José Ignacio (2011). Simón. Vida de Bolívar. Buenos Aires: Random House Mondadori.
- Hurtado Leña, Miguel (1999). «Discurso de orden pronunciado por el Dr. Miguel Hurtado Leña en la sesión conjunta y solemne de los Consejos Directivo y Académico del Instituto Pedagógico de Caracas en homenaje a don Augusto Mijares en el centenario de su nacimiento».  En Luis Ugalde, ed. Cuadernos UCAB. Augusto Mijares. El insigne educador venezolano (Caracas: Universidad Católica Andrés Bello) (2): 27-38.
- Irwin G., Domingo; Micett, Ingrid (2008). Caudillos, militares y poder: una historia del pretorianismo en Venezuela. Caracas: Universidad Católica Andrés Bello.
- Izard, Miquel (1979). El miedo a la revolución: La lucha por la libertad en Venezuela (1770-1830). Madrid: Tecnos. ISBN 978-84-309-0789-2.
- Liscano, Juan; Rodríguez Ortiz, Óscar (1991). Fundaciones, vencimientos y contiendas. Caracas: Fundación Ayacucho. ISBN 978-980-276-145-6.
- Lombardi, John V. (1967). Los esclavos en la legislación republicana de Venezuela. Caracas: Italgráfica.
- Lynch, John (2006). Simón Bolívar: A life (en inglés). Filey: Yale University Press. ISBN 978-0-300-11062-3.
- Malamud Rikles, Carlos D. (1992). Las Américas. Los países andinos: De la Independencia a la Gran Depresión XXXIV. Madrid: Akal. ISBN 84-7600-905-4.
- Marley, David (1998). Wars of the Americas: A Chronology of Armed Conflict in the New World, 1492 to the Present (en inglés). Santa Bárbara: ABC-CLIO. ISBN 978-0-87436-837-6.
- Núñez Jiménez, Antonio (1994). Un Mundo Aparte: Aproximación a la Historia de América Latina y el Caribe. Madrid: Ediciones de la Torre. ISBN 84-7960-043-8.
- Pérez Tenreiro, Tomás (1969). José Tomás Boves: Primera lanza del Rey. Caracas: Oficina Técnica del Ministerio de Defensa.
- Pérez Tenreiro, Tomás (1997). «Boves, José Tomás». Diccionario de la historia de Venezuela. Caracas: Fundación Polar. ISBN 980-6397-37-1.
- Pinzón Sánchez, Alberto (2003). Bolívar: Conductor político y militar de la guerra anticolonial. Caracas: Ediciones Paso de los Andes.
- Quiroga, Carlos B. (1954). La forja de una raza. Buenos Aires: Hachette.
- Restrepo, José Manuel (1858). Historia de la Revolución de la República de Colombia en la América Meridional II. Besanzón: José Jacquin.
- Restrepo, José Manuel (2009).  Leticia Bernal Villegas, ed. Historia de la Revolución de la República de Colombia en la América Meridional I. Medellín: Universidad de Antioquia. ISBN 978-958-714-259-4.
- Rivas Vicuña, Francisco (1934). Las guerras de Bolívar. Primera guerra, 1812-1814. Formación del alma venezolana I. Imprenta Nacional: Bogotá.
- Rodríguez Castelo, Hernán (2002). Simón Bolívar, contado para los jóvenes. Quito: Libresa. ISBN 978-9978-80-376-9.
- Rojas, Reinaldo (1993). «Rebeliones de esclavos negros en Venezuela antes y después de 1789». Estudios de Historia Social y Económica de América (Alcalá de Henares: CIHALC) (10): 151-164. ISSN 0214-2236.
- Rourke, Thomas (1942). Bolívar, el hombre de la gloria: Libertador de Colombia, Venezuela, Ecuador, Perú y Bolivia. Buenos Aires: Claridad.
- Semprún, José; Bullón de Mendoza, Alfonso (1992). El ejército realista en la independencia de América. Madrid: Mapfre. ISBN 84-7100-518-2.
- Semprún, José; Alfonso Bullón de Mendoza (1998). Capitanes y virreyes: el esfuerzo bélico realista en la contienda de emancipación hispanoamericana. Madrid: Ministerio de Defensa. ISBN 9788478236077.
- Semprún, José (2002). La división infernal: Boves, vencedor de Bolívar. Madrid: Ediciones Falcata Ibérica. ISBN 84-930446-3-6.
- Slatta, Richard; De Grummond, Jane Lucas (2003). Simón Bolívar's Quest for Glory (en inglés). College Station: Texas A&M University Press. ISBN 978-1-58544-239-3.
- Straka, Tomás (2007). La voz de los vencidos: ideas del partido realista de Caracas, 1810-1821. Caracas: Universidad Católica Andrés Bello. ISBN 978-980-6741-45-4.
- Suárez Fernández, Luis (1992). Historia general de España y América: Emancipación y nacionalidades americanas XIII. Madrid: Rialp. ISBN 978-84-321-2119-7.
- Supple, Edward Watson (1921). Spanish reader of South American history (en inglés). Nueva York: The Macmillan Company.
- Thibaud, Clément (2003). Repúblicas en armas: los ejércitos bolivarianos en la Guerra de Independencia en Colombia y Venezuela. Lima: Planeta & Instituto Francés de Estudios Andinos. ISBN 9789584206145.
- Uslar Pietri, Juan (1962). Historia de la rebelión popular de 1814: Contribución al estudio de la historia de Venezuela. Caracas: Edime.
- Valdivieso Montaño, Acisclo (1953). José Tomás Boves: paladín hispano, el más recio batallador realista durante la guerra a muerte: Venezuela, 1812-1814. Oviedo: Ediciones Gratuitas.
- Valdivieso Montaño, Acisclo (1990). José Tomás Boves: paladín hispano, el más recio batallador realista durante la guerra a muerte: Venezuela, 1812-1814. Oviedo: Grupo Editorial Asturiano.
- Vallenilla Lanz, Laureano (1961). Cesarismo democrático: Estudio sobre las bases sociológicas de la constitución efectiva de Venezuela. Caracas: Tipografía Garrido.
- Von Vacano, Diego A. (2012). The Color of Citizenship: Race, Modernity and Latin American / Hispanic Political Thought' (en inglés). Oxford: Oxford University Press. ISBN 978-0-19-974666-8.